# Sufizm
Sufizm (arab. taṣawwuf تصوف) – zbiorcze określenie rozmaitych nurtów mistycznych w islamie. Jest on próbą osiągnięcia jedności z boskim Absolutem. W najpowszechniejszej formie polega na regularnych modlitwach, recytacji formuł religijnych i boskich imion, grupowych śpiewach (qawwali), studiowaniu świętych pism islamu, a przede wszystkim na wyparciu się własnego ego. Jednymi z najznaczniejszych sufich byli Rabia Al-Basri, Dżunajd, Al-Halladż, Al-Ghazali, Ibn ʾArabi i Rumi.

## Geneza terminu „sufizm”
Istnieje kilka teorii na temat pochodzenia tego słowa. Określenie bywa wywodzone od niniejszych słów:
- suf صوف (wełna)[2], co jednak nie jest w żaden sposób potwierdzone, bowiem czerpiąc wzór z chrześcijańskich mnichów sufi ubierali się we włosiennice. Wzorem dla wczesnochrześcijańskich anachoretów był Jan Chrzciciel, który nosił szatę z wielbłądziej wełny. Taka szata i przepasane biodra były „wzorcowym” strojem ascety.
- ṣafа̄ (czystość), ponieważ mistycyzm jest nieustannym oczyszczaniem własnej moralności i zachowania[2].
- ṣaff (szereg), jako ci, którzy „byli w «pierwszym szeregu» wobec Boga”; spieszyli jako pierwsi do meczetu na modlitwy, bądź modlili się w pierwszym szeregu[2].
- aṣḥab-i Ṣuffa(inne języki) (ludzie werandy) na określenie tych, którzy mieszkali blisko Proroka Mahometa, w jego meczecie. Byli to ludzie znani ze swej religijności[3].

Jeden z wielkich klasyków sufizmu ‘Alī al-Hujwīrī (zm. 1071) podsumował jego istotę, cytując słowa innego z myślicieli Abū’l-Ḥasana Fūshanja (zm. 958–959): „dziś Sufizm jest imieniem bez treści, lecz kiedyś był treścią bez imienia”.
Sami Arabowie zwali sufich fakirami (faqīr فقير), co znaczy biedak, albo derwiszami.

## Doktryna
Sufizm, będąc mistyczno-ascetyczną ścieżką do poznania Boga, jest pozbawiony form sprecyzowanej doktryny. Nie znaczy to, że sufi lekceważą teologię, jednak to nie teologia jest przedmiotem ich studiów. Dlatego sufizm rozwinął się w jednakowym stopniu wśród sunnitów i szyitów, czerpiąc wiele inspiracji z monastycyzmu chrześcijańskiego i buddyjskiego.
Częścią światopoglądu sufickiego jest też wiara w wahdat al-wudżud (jedność rzeczywistości), utożsamiana nieraz z panteizmem.
Sufickie rodzaje dróg prowadzących do Boga:
- mądrość (al-ma’riafat)
- miłość (al-muhabbat)
- bojaźń (al-khawf)[5]

## Historia
Pierwsi sufi pojawili się już w VII wieku w Basrze, jako spontaniczna próba szukania przez wiernych nowej religii kontaktu z Bogiem i poznania Go, choć czasami usiłuje się też wytłumaczyć powstanie sufizmu względami czysto socjologicznymi – reakcją na przepych i dekadencję dworu kalifów z dynastii Umajjadów. W następnych stuleciach głównym ośrodkiem sufizmu stał się Bagdad.

## Bractwa sufickie

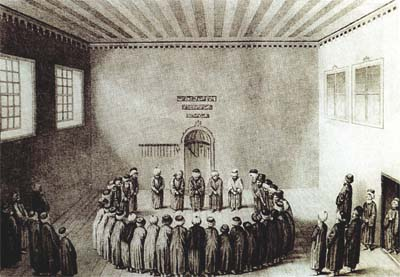
Zgromadzenie bractwa rifa'iyya praktykujące dhikr

Z czasem w obrębie sufizmu wykształciło się wiele różnych tradycji (tarika) inicjacji i drogi mistycznej. Do XV wieku najpopularniejsza była rifa'iyya, której twórca, Ibn ar-Rif (1106–1182) mieszkał na błotach w południowej Mezopotamii. W okresie późniejszym jej miejsce w Mezopotamii zajęła droga zwana kadirijja. W muzułmańskich Indiach szczególne znaczenie zdobyła suhrawardijja, która oddziaływała również na hinduskich joginów. Wśród plemion berberyjskich w Afryce Północnej rozwinęła się sadilijja, natomiast w Imperium Osmańskim – bektaszijja.

## Rola w polityce
Wiele bractw sufickich osiągnęło duże znaczenie polityczne, niektóre z nich tworzyły własne struktury państwowe (np. w Sudanie i Azji Środkowej).
Wśród nich specyficzną pozycję zajmuje sufizm Czeczenów. To właśnie niezwykła solidarność bractw sufickich pozwoliła temu niewielkiemu narodowi przetrwać okupację rosyjską. Zaznaczyć jednak trzeba, że współczesny ruch niepodległościowy w Czeczenii inspiruje się raczej pochodzącym z Arabii Saudyjskiej wahhabizmem, który jest sprzeczny ze ścieżkami sufich.
Najbardziej fanatyczne jednostki armii tureckiej, janczarzy, były wychowywane w duchu drogi bektaszijja.